# Buffalo-Stadion

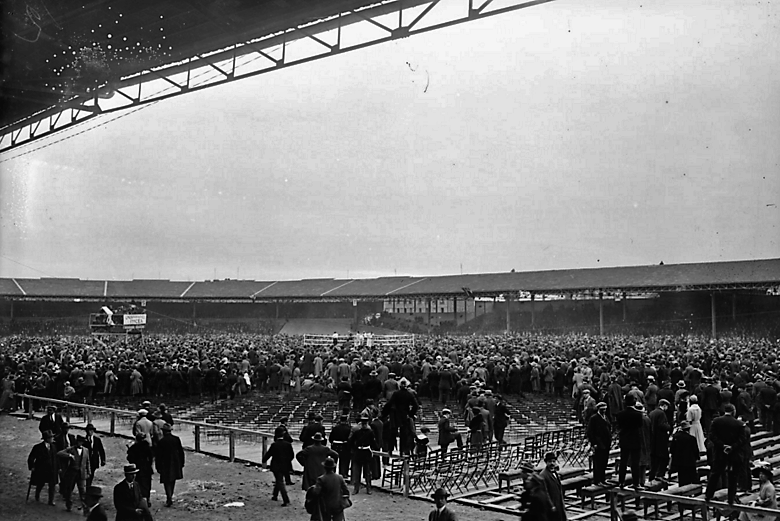
Boxkampf zwischen Battling Siki und Georges Carpentier zur Eröffnung des Stade Buffalo 1924

 Das Buffalo-Stadion (frz.: Stade Buffalo) war ein Sportstadion in Montrouge bei Paris.

## Geschichte
Das Buffalo-Stadion erhielt seinen Namen zur Erinnerung an die abgerissene Buffalo-Radrennbahn. Es wurde am 24. September 1922 mit einem Boxkampf eröffnet. Es verfügte über eine Radrennbahn und wurde für Fußball- und Rugbyspiele sowie Boxkämpfe genutzt.
1924, 1927 und 1928 wurde dort das 24-Stunden-Rennen Bol d’Or ausgetragen. Am 19. Mai 1947 gewann der spätere Rad-Weltmeister und Tour-de-France-Sieger Louison Bobet hier sein erstes Profi-Rennen, den Circuit de Boucles de la Seine, das nach 280 Kilometern im Stadion endete. Rund 40.000 Zuschauer, unter denen sich auch der Journalist Ernest Hemingway befand, sahen am 24. September 1922 den Boxkampf um den Weltmeistertitel zwischen dem Franzosen Georges Carpentier und seinem im Senegal gebürtigen Landsmann Battling Siki; Siki gewann den Kampf und wurde somit der erste Box-Weltmeister, der aus Afrika stammte.

Am 10. Mai 1940 begann der Westfeldzug der deutschen Wehrmacht, und am 13. Mai verkündeten in Paris Aushänge der französischen Behörden:

„Deutsche Staatsbürger, Saarländer, Danziger und Ausländer mit unklarer Nationalität, jedoch deutscher Herkunft, wohnhaft im Département Seine, müssen folgende Anweisungen befolgen [...]: die Männer am 14. Mai 1940 [ins] Buffalo-Stadion; die Frauen am 15. Mai 1940 [in das] Vélodrome d’Hiver.“

Über die Zustände im Buffalo-Stadion, in dem unter anderem auch der Zeichner Horst Rosenthal vorübergehend untergebracht war, hieß es im Le Figaro vom 15. August 1940:

„Um die graue und lang gezogene Betonmauer, die das Buffalo-Stadion umschließt und den weitläufigen Sportbereich, die Tribünen und die breiten Gänge vor den Blicken der Neugierigen abschirmt, hat sich eine Kette von behelmten und mit Gewehren bewaffneten Bereitschaftspolizisten in khakibraunen Uniformen gebildet.“

Ebenfalls im Buffalo-Stadfion interniert war der Schriftsteller Kurt Stern. Über seine Tage dort hat er in einem Tagebuch berichtet.
Nach dem Krieg wurde das Stadion für politische Versammlungen, vor allem der Friedensbewegung sowie der Französischen Kommunistischen Partei (PCF) genutzt.
1957 wurde das Stadion abgerissen. Ein nach ihm benannter Platz sowie eine Straße erinnern heute an den ehemaligen Standort.